# Daniel Torres (piłkarz)
Daniel Torres (ur. 14 października 1977 w kantonie Moravia w Kostaryce) – kostarykański piłkarz grający na pozycji obrońcy.
Swoją karierę rozpoczął w klubie Deportivo Saprissa. Zdobył wówczas wiele odznaczeń i tytułów, a w 2001 został przeniesiony do klubu Columbus Crew grającego w MLS. W 2005 przeniósł się do Norwegii, gdzie grał w kilku lokalnych klubach. Do ligi amerykańskiej wrócił w 2009 roku.